# Cycas armstrongii
Cycas armstrongii là một loài thực vật hạt trần trong họ Cycadaceae. Loài này được Miq. mô tả khoa học đầu tiên năm 1868.